# Eladio Jiménez
Eladio Jiménez (Salamanca, 10 maart 1976) is een voormalig Spaans wielrenner. Hij werd in 1998 professional bij Banesto.
De Spanjaard behaalde zijn eerste succes in de Ronde van Spanje van 2000, toen hij de rit won naar Xorret de Cati. In 2001 won hij een rit in de GP Correios ao Portugal. Aan het einde van 2003 verhuisde Jiménez van Banesto naar Comundidad Valenciana-Kelme, opvolger van de vroegere Kelme-formatie. In 2004 won hij opnieuw een etappe in de Ronde van Spanje, weer de rit naar Xorret de Cati.
Jiménez is geen familie van José María "Chaba" Jiménez Sastre, die in 2003 overleed.
Jiménez werd in september 2010, gelijk met landgenoot Óscar Sevilla, betrapt op dopinggebruik. Hierbij werd Sevilla geschorst in afwachting van een hoorzitting met de Spaanse wielerbond. Jiménez werd al voor twee jaar geschorst door de UCI.

## Belangrijkste overwinningen
2000
- 5e etappe Ronde van Spanje

2001
- 3e etappe GP Correios ao Portugal

2004
- 10e etappe Ronde van Spanje

2005
- 2e etappe Euskal Bizikleta
- Eindklassement Euskal Bizikleta
- 14e etappe Ronde van Spanje

2007
- 2e etappe Trofeo Joaquim Agostinho
- 6e etappe Ronde van Portugal
- 9e etappe Ronde van Portugal

2009
- 6e etappe Ronde van Portugal

## Resultaten in voornaamste wedstrijden
| Jaar | Ronde van Italië | Ronde van Frankrijk | Ronde van Spanje |
| ---- | ---------------- | ------------------- | ---------------- |
| 2000 | 46e              |                     | 24e (1)          |
| 2001 |                  | 105e                |                  |
| 2002 |                  |                     |                  |
| 2003 |                  |                     | 48e              |
| 2004 |                  |                     | 19e (1)          |
| 2005 |                  |                     | 36e (1)          |

| Jaar | Milaan-San Remo | Amstel Gold Race | Luik-Bast.‑Luik |
| ---- | --------------- | ---------------- | --------------- |
| 2000 |                 |                  |                 |
| 2001 |                 |                  |                 |
| 2002 | 136e            |                  | 41e             |
| 2003 |                 | 71e              |                 |
| 2004 |                 |                  |                 |
| 2005 |                 |                  |                 |